# Vešebt
| M8 | D58 | X1 · Z4 | A53 |

| M8 | D58 | X1 · Z4 | A53 |

| M8 | G1 | D58 | X1 · Z4 | A40 |

| M8 | G1 | D58 | X1 · Z4 | A40 |

| M8 | G1 | V4 | D58 | X1 · Z4 | A53 |

| M8 | G1 | V4 | D58 | X1 · Z4 | A53 |

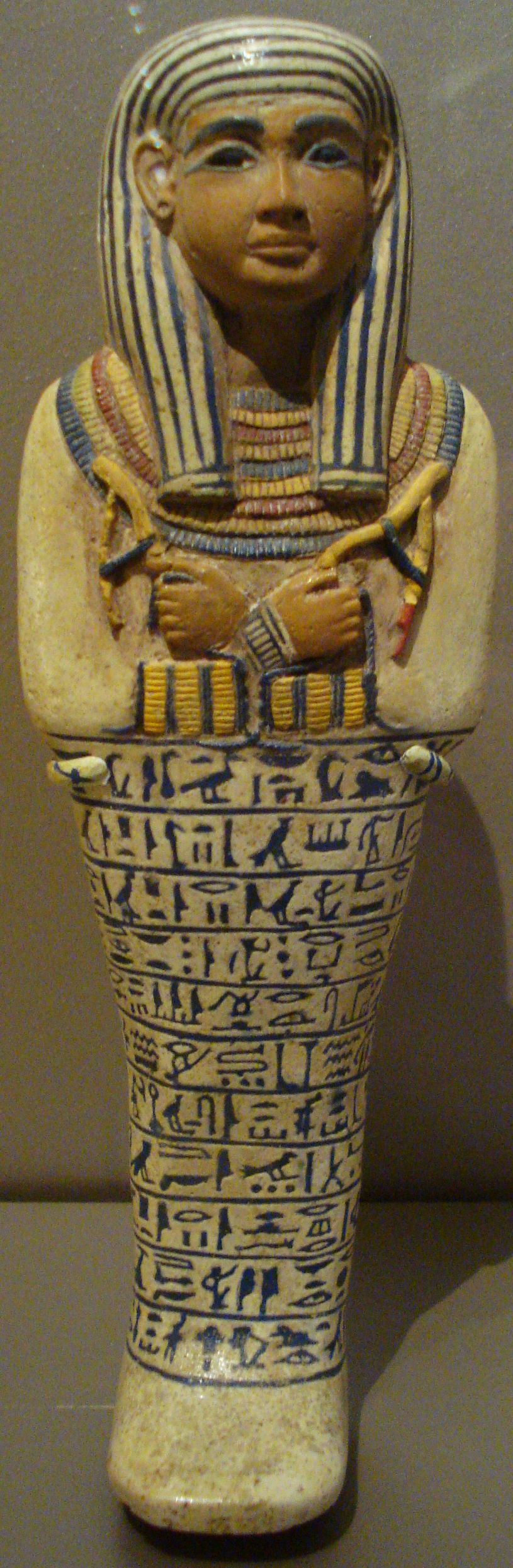
Vešebt patřící ženě jménem Sati z 18. dynastie

Vešebt je drobná soška nejčastěji v podobě mumie používaná ve starověkém Egyptě jako součást pohřební výbavy. Vešebt měl zastoupit zemřelého při plnění pracovních povinností, které mu mohly být uloženy v podsvětí. Někdy byli chápáni také jako služebníci zemřelého. Český egyptolog Břetislav Vachala je dává do možné souvislosti s mnohem pozdější představou golema.

## Etymologie
Vešebt byl v egyptštině označován jako šabtej, šauabtej a později vešebtej. To je na základě lidové etymologie zpravidla překládáno jako „ten, který odpovídá“; v tom případě je označení dáváno do souvislosti se slovesem vešeb – „odpovídat“. Může být ovšem také odvozeno ze slova šabet – „dřevěná hůl“.

## Časové zařazení a podoba

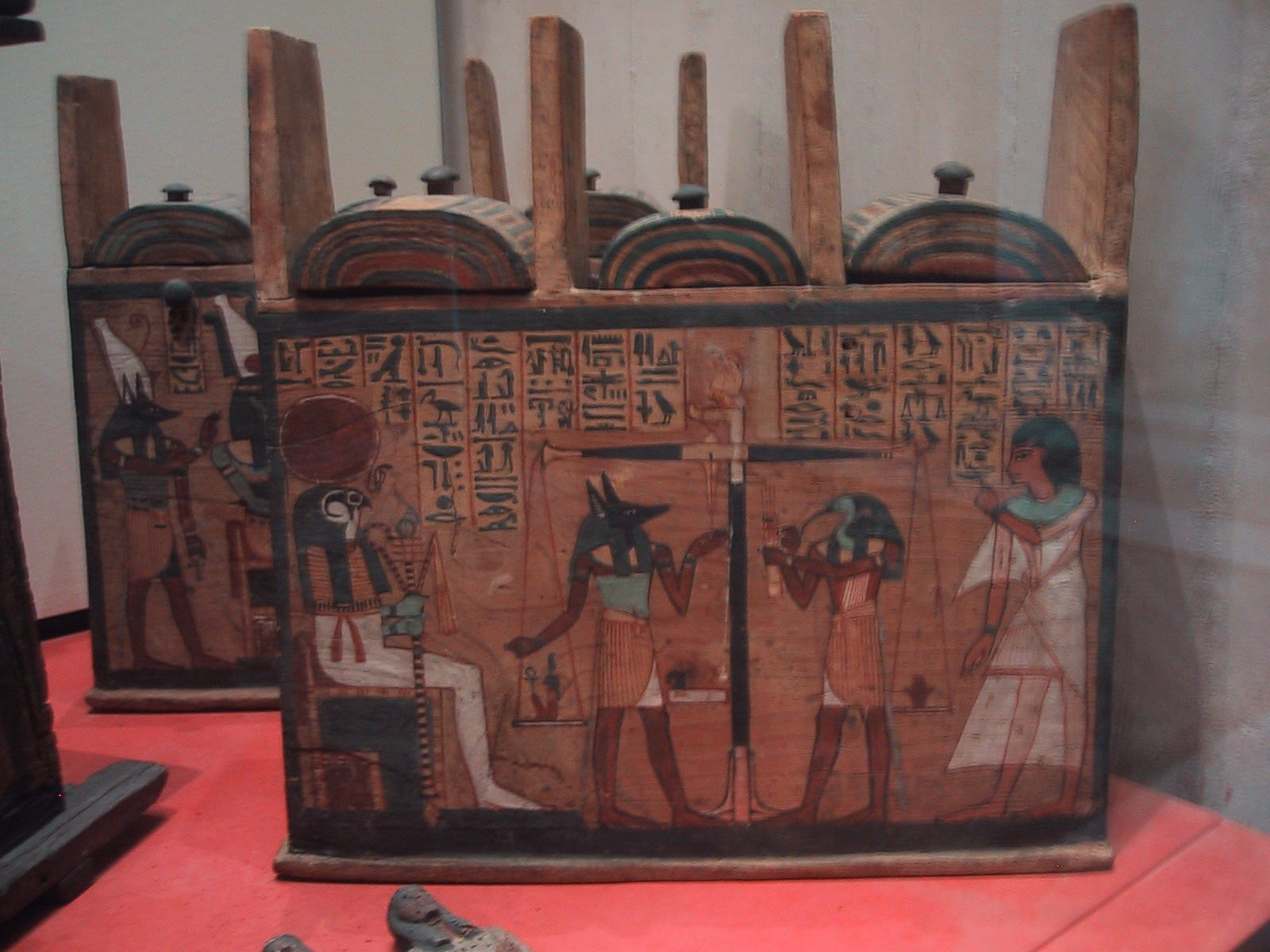
Schránka na vešebty

Vešebti jsou doloženi od doby 9. a 10. dynastie, hojněji se pak vyskytují od Střední říše; součástí pohřební výbavy zůstali až do doby ptolemaiovské. Břetislav Vachala za vešebty pokládá voskové figurky, které se objevují na počátku Střední říše v podobě nahých lidských postav zavinovaných do obinadel a ukládaných do miniaturních rakví.
Zprvu byli vešebti ukládáni v hrobkách soukromých osob, od počátku 18. dynastie také panovníků, v pozdních obdobích se objevují i v pohřbech posvátných zvířat. Byli zhotovováni ze dřeva, z fajánse nebo keramiky, nejstarší známé sošky jsou kamenné.
Podle nejstarších exemplářů se zdá, že původně byly sošky ztotožňovány se zemřelým a že jsou odvozeny od povinných prací ve prostěch státu doložených ze Střední říše, kdy se příslušníci vyšších vrstev společnosti vyhýbali pracovní povinnosti tím, že za sebe poslali sluhu. Od konce 12. dynastie zpravidla nesou nápis zaznamenávající 6. kapitolu pozdější Knihy mrtvých, která poskytuje návod, jak vešebta „oživit“. Od doby Nové říše mívají v rukou pracovní nářadí, případně pytel přes rameno. V hrobkách byli vešebti ukládáni do zvláštní schránky, v některých případech do samostatných rakví.

## Užití
Původně byl počet figurek pro jednotlivý pohřeb nízký – na počátku Nové říše se do hrobky ukládal zpravidla jediný. Postupem doby se ale zvyšoval až na poměrně velké soubory. Od konce Nové říše jich může být až 400 – jeden pro každý den v roce (tj. 365). Za tímto číslem mohla stát snaha, aby se vešebti na onom světě příliš neunavili. V tomto modelu tvořili 36 skupin, které odpovídaly stejnému počtu desetidenním „týdnům“ podle egyptského kalendáře. V čele každé skupiny stál představený, který dohlížel na odvedenou práci a celému souboru pak velel vrchní představený. Slavným příkladem takového souboru jsou vešebti nalezení v Tutanchamonově hrobce.
Účel vešebtů vysvětlují příslušné egyptské pohřební texty: pro případ, že zemřelý bude v podsvětí vybídnut k jakékoli práci (osev polí, čerpání vody do zavlažovacího kanálu, přenášení písku), mají odpovědět na toto zavolání a zastoupit jej:
„Pokud je tento (zemřelý) vyzván k povinné práci… ´Zde jsem!´přihlas se každému svolavateli, který kdy přijde pro tohoto (zemřelého), jako jeho náhradník. Seber své krumpáče, své motyky, své tyče na nošení nákladů, své košíky, hle, tak jak to činí pro svého pána každý.“
Je možné, že nepřímým předchůdcem vešebtů jsou tzv. pohřební modely vkládané do hrobů už dříve. Jejich účel však byl poněkud jiný – sloužily k uspokojování potřeb zemřelého, nikoli k jeho zastoupení.